# Andreas Walther (Soziologe)
Andreas Walther (* 10. Februar 1879 in Cuxhaven; † 16. Juni 1960 in Hamburg) war ein deutscher Soziologe, der in der Weimarer Republik zu den Neuerern der deutschen Soziologie zählte. Im Dritten Reich stellte er seine Kompetenz in den Dienst der Machthaber.

## Leben
Andreas Walther war ein Sohn des Theologen Wilhelm Walther. Er kam erst nach ausführlichen Studien der Theologie und der mittelalterlichen Geschichte sowie einer Weltreise zur Soziologie. Nach dem theologischen Studium an den Universitäten Erlangen, Tübingen und Rostock und einem Vikariat in Hamburg, legte er 1905 das zweite theologische Examen ab, verzichtete dann aber auf die Laufbahn als praktischer oder wissenschaftlicher Theologe und wandte sich der Geschichtswissenschaft an der Universität Göttingen zu. Er wurde im Rostocker und Erlanger Wingolf aktiv. Sein akademischer Lehrer in Göttingen war Karl Brandi, bei dem er 1908 promoviert wurde und die Oberlehrerprüfung für Geschichte ablegte. Anschließend wechselte er an die Universität Berlin, wo er unter Otto Hintze mit strukturellen Zusammenhängen der mittelalterlichen Geschichte befasst war. 1911 erfolgte die Habilitation in Berlin, darauf lehrte Walther dort zwei Jahre als Privatdozent.
1913 brach Walther zu einer Weltreise auf und besuchte Süd- und Ostasien, die USA und auch den Libanon, wo er während des Ersten Weltkrieges den Untergang des Osmanischen Reiches erlebte. Seine Tagebuchaufzeichnungen, die während der Weltreise entstanden, sind laut Waßner ungewöhnlich: „Während die deutsche Geschichtswissenschaft noch vom Aufschwung Deutschlands im Weltzentrum Europa redete, entdeckte Walther die neuen Mächte im Werden, Japan und die Vereinigten Staaten. Seine Reisenotizen, frei von imperialistischer Tümelei und eurozentrischer Arroganz, eröffnen Blick auf kulturelle Merkmale, die vielen Völkern gemeinsam sind und die der Wissenschaftler Walther künftighin vergleichen möchte.“
Nach dem Ende des deutschen Kaiserreichs 1918 begab sich Walther auf die Suche nach wissenschaftlichen Antworten auf die gesellschaftliche Krise, wobei er sich besonders auf die Arbeiten von Auguste Comte, Max Weber und Richard Thurnwald stützte, wodurch er bei der Soziologie angekommen war. Sein Förderer Brandi ermöglichte Walther 1921 einen wissenschaftlichen Neuanfang als Professor für Soziologie an der Universität Göttingen. 1925 unternahm er eine weitere Reise in die USA, wo er die empirische Stadtsoziologie der Chicagoer Schule studierte und ihre Methoden übernahm. Dafür hatten seine deutschen Kollegen, die Soziologie als Geisteswissenschaft verstanden, nur ein „abschätziges Lächeln“ übrig. Nur der damalige Nestor der deutschen Soziologie, Ferdinand Tönnies, stand Walthers Neuerungen aufgeschlossen gegenüber. Er sorgte durch eine Empfehlung dafür, dass Walther 1926 auf den neuen Lehrstuhl für Soziologie der Universität Hamburg berufen wurde. 1929 wurde er in den Rat (Vorstand) der Deutschen Gesellschaft für Soziologie, (DGS) gewählt. 1931 gründete er mit Tönnies und anderen die DGS-Untergruppe Soziographie. 1932/33 wurde er Dekan der Rechts- und Staatswissenschaftlichen Fakultät der Universität Hamburg.
Walther trat der NSDAP im Mai 1933 bei. Sein Name stand am 11. November 1933 auf der Unterzeichnerliste: Bekenntnis der Professoren an den deutschen Universitäten und Hochschulen zu Adolf Hitler und dem nationalsozialistischen Staat. Vom Nationalsozialismus und von der Hinwendung seines Faches von der Klassengesellschaft zur Volksgemeinschaft zeigte er sich fasziniert. Als Wissenschaftler fühlte er sich aufgerufen, das Seine für das Regime zu leisten. Laut Waßner „ist von Walther kein Wort des Bedauerns überliefert, als Kollegen an der Universität wegen ihrer ethnischen oder politischen Zugehörigkeit Amt und Leben aufs Spiel setzten. Er schrieb Briefe an Soziologen, die in seiner Zunft die Weichen auf nationalsozialistischen Kurs setzen sollten. Da wurde selbst sein Förderer, der Antifaschist Ferdinand Tönnies in Kiel, nicht geschont.“
Noch 1933 gelang ihm, was vorher von den Angehörigen der Universität verhindert worden war. Durch die Überführung des soziologischen Seminars in die Philosophische Fakultät wurde Soziologie zum Promotions- und Habilitationsfach. Bis 1944 promovierte Walther etwa dreißig Hauptfach- und ähnlich viele Nebenfachsoziologen und habilitierte zwei Personen. 1944 ließ sich Walther aus gesundheitlichen Gründen emeritieren. Die Fakultät wollte danach den Lehrstuhl für Soziologie in einen für Archäologie umwidmen, wogegen die NSDAP-Parteikanzlei in München, das Reichsministerium für Wissenschaft, Erziehung und Volksbildung und der akademische Senat der Universität Einwände erhoben. Waßner befindet dazu: „Nicht die Universität, die Partei hat die Soziologie gestützt.“
Andreas Walther wurde 1945 von der britischen Besatzungsmacht zwangsweise in den endgültigen Ruhestand versetzt. Bis zu seinem Tod 1960 griff er nur noch sporadisch in die fachlichen Auseinandersetzungen ein.

## „Ausmerzende Soziologie“
Die von ihm aus den USA importierten Forschungsmethoden wandte Walther im Nationalsozialismus auf die Stadtsoziologie von Hamburg an, was in seiner Interpretation zur „Ausmerzende Soziologie“ wurde. Dieser Ansatz ist in der Soziologie im Nationalsozialismus zu verorten. 1934/35 erarbeitete er eine Sozialkartographie Hamburger Slumgebiete zur Vorbereitung sozialhygienischer Flächensanierungen, die großzügig von der Notgemeinschaft der deutschen Wissenschaft gefördert wurde. In einer Darstellung seines stadtsoziologischen Ansatzes schrieb Walther:
„Jede echte Sanierung also, die nicht nur schlechte Häuser durch bessere ersetzen will, sondern auch die Menschen sieht und von der Verantwortung für die völkische Zukunft auf weite Sicht getragen ist, bedarf einer Vorbereitung auch durch soziologischen Untersuchungen. Diese Erhebungen müssen schließlich dahin kommen, daß, ehe die Spitzhacke die Arbeit beginnt, bestimmt werden kann, wie man mit den einzelnen Menschen und Familien des Abbruchgebietes verfahren soll: die trotz sozialer Umwelt gesund gebliebenen, also gegen großstädtische Verderbung in besonderem Maß Immunen, fördern zu erfolgreicherem Fortkommen in der Stadt; die für Rand- und ländliche Siedlungen geeigneten, die ebenfalls nicht fehlen, zum Ziel ihrer Wünsche führen; die nur Angesteckten in gesunde Lebenskreise verpflanzen; die nicht Besserungsfähigen unter Kontrolle nehmen; das Erbgut der biologisch hoffnungslos Defekten ausmerzen.“

## Schriften (Auswahl)
- Soziologie und Sozialwissenschaften in Amerika und ihre Bedeutung für die Pädagogik. G. Braun, Karlsruhe 1927.
- Neue Wege zur Großstadtsanierung. Kohlhammer, Stuttgart 1936.
- Die neuen Aufgaben der Sozialwissenschaften. Hansischer Gildenverlag, Hamburg 1939.